# Spitalmühle (Iphofen)
Die Spitalmühle (auch Stadtmühle) ist eine ehemalige Getreide- und Lohmühle im unterfränkischen Iphofen. Sie liegt am Rande der Iphöfer Altstadt am Wehrbach.

## Geschichte
Der Ortsname verweist auf die ehemalige herrschaftliche Zugehörigkeit der Mühle. Die Mühle lag in der Nachbarschaft des Iphöfer Spitals St. Johannes Baptist. Später musste der Müller an das Spital auch einen Zins entrichten. Erstmals erwähnt wurde die Mühle im Jahr 1376. Damals war sie Teil der großen Besitzungen der Nonnen aus dem Benediktinerinnenkloster Kitzingen. Sie verpflichteten sich ihre „Mul czu Ypfhouen“ ohne Einverständnis des Bischofs Gerhard von Schwarzburg nicht zu verkaufen.
Im Jahr 1383 kam es dennoch zu diesem Verkauf, wahrscheinlich wurde dieser Vorgang vom Bischof unterstützt. Die „Mulin bei der Stat zu Ypfhofen“ wurde veräußert. Im 15. Jahrhundert stritten sechs Müller an den Bächen zwischen Kitzingen und Iphofen über die Wassernutzung. Den Besitzer wechselte die Mühle neuerlich im Jahr 1492. Die Stadt Iphofen veräußerte die „Mülenn untter dem Spitelsehe“ an den Bürger Hermann Beck.
Im Zweiten Markgrafenkrieg fielen die Truppen des Albrecht Alcibiades in Iphofen ein. Dabei wurde die Mühle im Jahr 1553 niedergebrannt. Im 17. Jahrhundert war sie wieder aufgebaut und Johann Grön bewirtschaftete sie als „SpittelMuller“. Gegen 1770 war die „Spittel-Mühl“ Teil der Pfarrei Iphofen. Im Jahr 1835 wurde die Spitalmühle als Mahl- und Gerbmühle am Wehrbach beschrieben. Die Mühlengebäude sind als Baudenkmal eingeordnet.

## Beschreibung
Es handelt sich um einen eingeschossigen Bau mit Fachwerkobergeschoss, der mit einem Mansardhalbwalmdach abschließt. An der Straßenseite hat er vier Fensterachsen. Die Fenster sind teilweise mit geohrten Rahmungen verziert. Als Nebengebäude hat sich eine Scheune in ähnlicher Bauweise erhalten. Beide Gebäude wurden im 17. oder 18. Jahrhundert errichtet.